# Mohamed Mkacher
Mohamed Mkacher (arab. محمد مكشر; ur. 25 maja 1975 roku w Susie) – były tunezyjski piłkarz występujący na pozycji obrońcy.

## Kariera klubowa
Mohamed Mkacher zawodową karierę rozpoczynał w 1995 roku w Étoile Sportive du Sahel. W klubie tym występował łącznie przez siedem sezonów. W ich trakcie sięgnął po mistrzostwo i puchar kraju, Puchar Zdobywców Pucharów Afryki, Puchar CAF oraz Superpuchar Afryki. Po zakończeniu rozgrywek 2001/02 Mkacher zdecydował się zmienić klub i podpisał kontrakt z Club Africain. W debiutanckim sezonie razem z drużyną tunezyjski zawodnik dotarł do finału krajowego pucharu oraz finału Arabskiej Ligi Mistrzów. W sezonie 2006/2007 grał w JS Kairouan, w którym zakończył kairerę..

## Kariera reprezentacyjna
W reprezentacji Tunezji Mkacher zadebiutował w 1996 roku. Brał udział w Igrzyskach Olimpijskich w Atlancie. W 2002 roku znalazł się w 23-osobowej kadrze drużyny narodowej na mistrzostwa świata. Podopieczni Ammara Souayaha nie zdołali przebrnąć przez fazę grupową i odpadli z turnieju. Na mundialu Mkacher zagrał tylko w przegranym 2:0 spotkaniu przeciwko Rosji. Po raz ostatni w reprezentacji swojego kraju Tunezyjczyk wystąpił w 2004 roku. Zagrał w niej 23 razy.